# Vitsba
Vitsba (vitryska: Віцьба Vícʹba, ryska: Витьба Vítʹba) är ett vattendrag i Belarus.   Det ligger i voblasten Vitsebsks voblast, i den nordöstra delen av landet, 220 km nordost om huvudstaden Minsk.